# Kopciuszek (film 1996)
Kopciuszek (ang. Cinderella) – australijski film animowany z 1996 roku w reżyserii Richarda Slapczynskiego oparty na podstawie baśni o tej samej nazwie.

## Wersja polska
Film został wydany na kasetach VHS VCD i DVD.

### VHS i VCD
Wersja wydana na VHS i VCD z angielskim dubbingiem i polskim lektorem.
- Dystrybucja: Vision
- Czytał: Maciej Gudowski

### DVD
Wersja wydana na DVD razem z bajkami Mulan i Dziewczynka z dżungli w 2008 roku w serii Klasyka Bajek Świata
- Dystrybucja: Vision